# Osvio da Nortúmbria
Osvio (em inglês: Oswiu; em latim: Oswius/Osvius ou Osvigo (em inglês antigo: Ōswīg; em latim: Osvigus; c. 612 – 15 de fevereiro de 670) foi um rei da Bernícia. Seu pai, Etelfrido da Nortúmbria, foi morto na batalha, lutando contra Redualdo da Ânglia Oriental e Eduíno da Nortúmbria no Rio Idle em 616. Junto com seus irmãos e os apoiadores deles, Osvio se manteve exilado até a morte de Eduíno em 633.
Após a morte de seu irmão Osvaldo, derrotado por Penda na Batalha de Maserfield em 5 de agosto 642, Osvio se tornou rei da Bernícia. Ele passou a próxima década na obscuridade, como um dos muitos reis sujeitos a Penda. Em 655, Penda invadiu a Bernícia, fazendo com que Osvio fosse antes dele. Os detalhes da campanha não são claros, mas Osvio inesperadamente derrotou e matou Penda. Esta vitória foi seguida por um imperium de curta duração de Osvio — ele é tradicionalmente considerado um Bretwalda — sobre boa parte da Grã-Bretanha. Ele se estabeleceu como rei de Mércia, destinando a seu genro Peada, filho de Penda, o cargo de rei subordinado.
A Dominação incontestada Osvio sobre a Grã-Bretanha durou apenas um curto período de tempo, terminando com uma revolta entre os mercianos que estabeleceu Vulfero, filho de Penda, como o rei deles. Uma solução negociada parece ter sido a preferida de ambos os lados para evitar a guerra. Divisões dentro da Igreja da Nortúmbria levaram ao Sínodo de Whitby em 664, onde Osvio concordou em resolver a controvérsia da Páscoa, adotando a datação romana. Seus últimos anos foram marcados por conflitos com seu filho Ealfrido. Osvio morreu em 670 e foi sucedido por seu filho Egfrido.